# Geonoma myriantha
Geonoma myriantha är en enhjärtbladig växtart som beskrevs av Carl Lebrecht Udo Dammer. Geonoma myriantha ingår i släktet Geonoma och familjen Arecaceae. Inga underarter finns listade i Catalogue of Life.